# Survivor: Blood vs Water
Survivor: Blood vs Water es la vigésima séptima temporada del reality show estadounidense de supervivencia Survivor, transmitido por la cadena CBS. Se estrenó el 18 de septiembre de 2013, con un episodio especial de 90 minutos de duración (comerciales incluidos). La siguiente semana, el programa volvió a su duración normal de 60 minutos. Como en las dos temporadas anteriores, la temporada fue filmada en Filipinas, pero esta vez en la isla de Palaui, Cagayán. Los nombres de las tribus son Galang y Tadhana.

## Resumen de la temporada

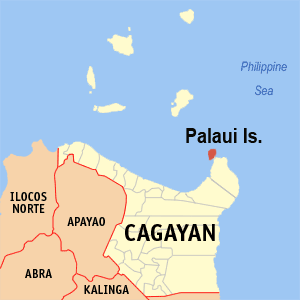
Localización de la isla de Palaui, en donde se filmó la temporada.

Los concursantes fueron divididos en dos tribus de diez concursantes cada una: Galang, compuesto por exconcursantes de ediciones anteriores y Tadhana, los familiares de los exconcursantes. Se les informó que "Redemption Island" estaba en juego, con el añadido de que un jugador puede tomar el lugar de su pareja en la Isla de la Redención. Tadhana perdió los primeros cuatro desafíos consecutivos, y fue dominado inicialmente por una alianza de los hombres dirigida por Brad. La decisión de Brad para sorprender a su aliado John dio lugar a la posterior eliminación de Brad y el fin de la alianza de los hombres. Cuando Galang fue al Consejo Tribal, Aras encabezó la eliminación de Laura M. con la esperanza de que podía eliminar Brad de "Redemption Island" para asegurar la fidelidad de la esposa de Brad, Mónica. El plan tuvo éxito.
Las tribus se fusionaron con los 11 jugadores restantes, entre ellos tres pares de seres queridos: Aras y Vytas, Tina y Katie y Laura M. y Ciera. Mientras Aras dirigió la carga contra Laura M. de nuevo, los cinco jugadores "individuales" eran capaces de reclutar a ella y Ciera enviar Aras, Vytas y Tina a la "Isla de Redención" antes que traicionar a Laura M. por ser el miembro más fuerte de la pareja.
En el "Consejo Tribal Final" Tyson se convirtió en el gran ganador de la temporada, llevándose un millonario premio.

## Equipo del programa
- Presentador: Jeff Probst lidera los desafíos grupales, individuales y los consejos de eliminación.

## Concursantes
| Participante                                                                                 | Tribu original | Tribu cambiada | Tribu fusionada | Resultado inicial       | Isla de la Redención      | Resultado final        | Votos totales |
| -------------------------------------------------------------------------------------------- | -------------- | -------------- | --------------- | ----------------------- | ------------------------- | ---------------------- | ------------- |
| Tyson Apostol 34, Lindon, UT Survivor: Tocantins & Heroes vs. Villains                       | Galang         | Tadhana        | Kasama          |                         |                           | Sobreviviente Ganador  | 2             |
| Mónica Culpepper 42, Tampa, FL Survivor: One World                                           | Galang         | Galang         | Kasama          |                         |                           | 2.º Lugar              | 4             |
| Gervase Peterson 43, Willingboro, NJ Survivor: Borneo                                        | Galang         | Tadhana        | Kasama          |                         |                           | 3.er Lugar             | 4             |
| Tina Wesson 52, Knoxville, TN Survivor: The Australian Outback & All-Stars                   | Galang         | Galang         | Kasama          | 18.va Eliminada Día 38  |                           | 4th 8.º Jurado Día 38  | 3             |
| Ciera Eastin 24, Salem, OR Hija de Laura                                                     | Tadhana        | Tadhana        | Kasama          | 17.ma Eliminada Día 37  |                           | 5th 7.º Jurado Día 37  | 13            |
| Tina Wesson Regresa al juego                                                                 | Galang         | Galang         | Kasama          | 12.ma Eliminada Día 24  | Reingresa Día 36          |                        | 7             |
| Laura Morett 43, Salem, OR Survivor: Samoa                                                   | Galang         |                | Kasama          | 13.ra Eliminada Día 27  | Eliminada Duelo 12 Día 36 | 6th 6.º Jurado Día 36  | 7             |
| Hayden Moss 27, Mesa, AZ Novio de Kat                                                        | Tadhana        | Tadhana        | Kasama          | 16.to Eliminado Día 35  | Eliminado Duelo 12 Día 36 | 7th 5.º Jurado Día 36  | 6             |
| Katie Collins 25, Nueva York Hija de Tina                                                    | Tadhana        | Galang         | Kasama          | 15.ta Eliminada Día 32  | Eliminada Duelo 11 Día 33 | 8th 4.º Jurado Día 33  | 4             |
| Caleb Bankston (†) 26, Crossville, AL                                                        | Tadhana        | Tadhana        | Kasama          | 14.to Eliminado Día 29  | Eliminado Duelo 10 Día 30 | 9th 3.º Jurado Día 30  | 4             |
| Vytas Baskauskas 33, Santa Mónica, CA Hermano de Aras                                        | Tadhana        | Galang         | Kasama          | 11.mo Eliminado Día 22  | Eliminado Duelo 9 Día 27  | 10.º 2.º Jurado Día 27 | 10            |
| Aras Baskauskas 31, Santa Mónica, CA Survivor: Panamá                                        | Galang         | Tadhana        | Kasama          | 10.mo Eliminado Día 21  | Eliminado Duelo 8 Día 25  | 11.º 1.º Jurado Día 25 | 7             |
| Laura Morett Regresa al juego                                                                | Galang         |                |                 | 7.ma Eliminada Día 13   | Reingresa Día 19          |                        | 10            |
| Laura Boneham 44, Indianápolis, IN Esposa de Ruppert                                         | Galang         | Galang         |                 | 9.na Eliminada Día 18   | Eliminada Duelo 7 Día 19  | 12da Día 19            | 10            |
| John Cody 30, Washington D. C. Esposo de Candice                                             | Tadhana        |                |                 | 5.to Eliminado Día 8    | Eliminado Duelo 7 Día 19  | 13.º Día 19            | 8             |
| Kat Edorsson 23, Orlando, FL Survivor: One World                                             | Galang         | Galang         |                 | 8.va Eliminada Día 16   | Eliminada Duelo 6 Día 17  | 14ta Día 17            | 5             |
| Brad Culpepper 44, Tampa, FL Esposo de Mónica                                                | Tadhana        |                |                 | 6.to Eliminado Día 10   | Eliminado Duelo 5 Día 14  | 15.º Día 14            | 4             |
| Candice Cody 30, Washington D. C. Survivor: Cook Islands & Heroes vs. Villains               | Galang         |                |                 | 2.da Eliminada Día 1    | Eliminada Duelo 4 Día 11  | 16.ª Día 11            | 5             |
| Marissa Peterson 21, Chapel Hill, C.N. Sobrina de Gervase                                    | Tadhana        |                |                 | 3.ra Eliminada Día 9    | Eliminada Duelo 3 Día 9   | 17ta Día 9             | 10            |
| Rachel Foulger 33, Orem, UT Novia de Tyson                                                   | Tadhana        |                |                 | 4.ta Eliminada Día 6    | Eliminada Duelo 2 Día 7   | 18.ª Día 7             | 5             |
| Colton Cumbie 22, Monroeville, AL Survivor: One World                                        | Galang         |                |                 | Abandona Día 7          |                           | 19.º Día 7             | 0             |
| Rupert Boneham 49, Indianápolis, IN Survivor: Pearl Islands, All-Stars & Heroes vs. Villains | Galang         |                |                 | Retiro voluntario Día 1 | Eliminado Duelo 1 Día 4   | 20.º Día 4             | 0             |
| Laura Boneham Regresa al juego                                                               | Tadhana        |                |                 | 1.ª Eliminada Día 1     | Reingresa Día 1           |                        | 5             |

 Los votos totales son el número de votos recibidos por un náufrago durante los consejos tribales donde el náufrago era elegible para ser expulsado del juego. No se incluyen los votos recibidos durante el consejo tribal final. Tampoco se incluyen los votos recibidos durante las re-votaciones o los votos que fueron anulados por un ídolo de inmunidad oculto.
1. ↑  Laura B. regresó al juego después de que Rupert fue elegido para ocupar su lugar en la Isla de la Redención. Como resultado, Laura B. sustituye a Rupert en Galang.

## El juego
| Episodio                         | Fecha                    | Redemption Island  | Redemption Island  | Redemption Island    | Desafíos           | Desafíos             | Expulsado(a)           | Votos   | Final                  |
| Episodio                         | Fecha                    | Habitantes         | Desafiante         | Eliminado(a)         | Recompensa         | Inmunidad            | Expulsado(a)           | Votos   | Final                  |
| -------------------------------- | ------------------------ | ------------------ | ------------------ | -------------------- | ------------------ | -------------------- | ---------------------- | ------- | ---------------------- |
| "Blood Is Thicker Than Anything" | 18 de septiembre de 2013 |                    |                    |                      | —                  | —                    | Laura B.               | 5–2–1–1 | 1.ª Eliminada Día 1    |
| "Blood Is Thicker Than Anything" | 18 de septiembre de 2013 | Candice            | 5–3–1              | 2.da Eliminada Día 1 | —                  | —                    |                        |         |                        |
| "Blood Is Thicker Than Anything" | 18 de septiembre de 2013 | Laura B. Rupert    |                    |                      | Galang             | Galang               | Marissa                | 8–1     | 3.ra Eliminada Día 3   |
| "Blood Is Thicker Than Anything" | 18 de septiembre de 2013 | Candice            |                    |                      | Galang             | Galang               | Marissa                | 8–1     | 3.ra Eliminada Día 3   |
| "Rule In Chaos"                  | 25 de septiembre de 2013 | Rupert             | Marissa            | Rupert               | Galang             | Galang               | Rachel                 | 5–2–1   | 4.ta Eliminada Día 6   |
| "Rule In Chaos"                  | 25 de septiembre de 2013 | Candice            | Marissa            | Rupert               | Galang             | Galang               | Rachel                 | 5–2–1   | 4.ta Eliminada Día 6   |
| "Opening Pandora's Box"          | 2 de octubre de 2013     | Candice            | Rachel             | Rachel               | Galang             | Galang               | Colton                 | —       | Abandona Día 7         |
| "Opening Pandora's Box"          | 2 de octubre de 2013     | Marissa            | Rachel             | Rachel               | Galang             | Galang               | John                   | 6–1     | 5.to Eliminado Día 8   |
| "One Armed Dude and Three Moms"  | 9 de octubre de 2013     | Candice            | John               | Marissa              | Galang             | Galang               | Brad                   | 3–3 3–1 | 6.to Eliminado Día 10  |
| "One Armed Dude and Three Moms"  | 9 de octubre de 2013     | Marissa            | John               | Marissa              | Galang             | Galang               | Brad                   | 3–3 3–1 | 6.to Eliminado Día 10  |
| "The Dead Can Still Talk"        | 16 de octubre de 2013    | Candice            | Brad               | Candice              | Tadhana            | Tadhana              | Laura M.               | 7–1     | 7.ma Eliminada Día 13  |
| "The Dead Can Still Talk"        | 16 de octubre de 2013    | John               | Brad               | Candice              | Tadhana            | Tadhana              | Laura M.               | 7–1     | 7.ma Eliminada Día 13  |
| "One-Man Wrecking Ball"          | 23 de octubre de 2013    | John               | Laura M.           | Brad                 | Tadhana            | Tadhana              | Kat                    | 5–1     | 8.va Eliminada Día 16  |
| "One-Man Wrecking Ball"          | 23 de octubre de 2013    | Brad               | Laura M.           | Brad                 | Tadhana            | Tadhana              | Kat                    | 5–1     | 8.va Eliminada Día 16  |
| "Swoop In For The Kill"          | 30 de octubre de 2013    | John               | Kat                | Kat                  | Tadhana            | Tadhana              | Laura B.               | 4–1     | 9.na Eliminada Día 18  |
| "Swoop In For The Kill"          | 30 de octubre de 2013    | Laura M.           | Kat                | Kat                  | Tadhana            | Tadhana              | Laura B.               | 4–1     | 9.na Eliminada Día 18  |
| "Skin of My Teeth"               | 6 de noviembre de 2013   | John               | Laura B.           | John                 | —                  | Vytas                | Aras                   | 7–2–2   | 10.mo Eliminado Día 21 |
| "Skin of My Teeth"               | 6 de noviembre de 2013   | Laura M.           | Laura B.           | Laura B.             | —                  | Vytas                | Aras                   | 7–2–2   | 10.mo Eliminado Día 21 |
| "My Brother's Keeper"            | 13 de noviembre de 2013  | Aras               |                    |                      | —                  | Mónica               | Vytas                  | 8–1–1   | 11.mo Eliminado Día 22 |
| "My Brother's Keeper"            | 13 de noviembre de 2013  | Aras               | Katie              | Tina                 | —                  | 7–1–1                | 12.ma Eliminada Día 24 |         |                        |
| "Big Bad Wolf"                   | 20 de noviembre de 2013  | Aras               | Vytas              | Aras                 | Mónica (Todos)     | Mónica (Todos)       | Laura M.               | 7–1     | 13.va Eliminado Día 27 |
| "Big Bad Wolf"                   | 20 de noviembre de 2013  | Aras               | Tina               | Aras                 | Mónica (Todos)     | Mónica (Todos)       | Laura M.               | 7–1     | 13.va Eliminado Día 27 |
| "Gloves Come Off"                | 27 de noviembre de 2013  | Vytas              | Laura M.           | Vytas                | —                  | Mónica               | Caleb                  | 4–3     | 14.to Eliminado Día 29 |
| "Gloves Come Off"                | 27 de noviembre de 2013  | Tina               | Laura M.           | Vytas                | —                  | Mónica               | Caleb                  | 4–3     | 14.to Eliminado Día 29 |
| "Rustle Feathers"                | 4 de diciembre de 2013   | Tina               | Caleb              | Caleb                | —                  | Gervase Mónica Tyson | Katie                  | 3–3 2–2 | 15.ta Eliminada Día 32 |
| "Rustle Feathers"                | 4 de diciembre de 2013   | Laura M.           | Caleb              | Caleb                | —                  | Gervase Mónica Tyson | Katie                  | 3–3 2–2 | 15.ta Eliminada Día 32 |
| "Out On a Limb"                  | 11 de diciembre de 2013  | Tina               | Katie              | Katie                | —                  | Ciera [Hayden]       | Hayden                 | 3–2     | 16.to Eliminado Día 35 |
| "Out On a Limb"                  | 11 de diciembre de 2013  | Laura M.           | Katie              | Katie                | —                  | Ciera [Hayden]       | Hayden                 | 3–2     | 16.to Eliminado Día 35 |
| "It's My Night"                  | 15 de diciembre de 2013  | Tina               | Hayden             | Hayden               | —                  | Tyson                | Ciera                  | 3–0     | 17.ma Eliminada Día 37 |
| "It's My Night"                  | 15 de diciembre de 2013  | Laura M.           | Hayden             | Laura M.             | —                  | Tyson                | Ciera                  | 3–0     | 17.ma Eliminada Día 37 |
| "It's My Night"                  | 15 de diciembre de 2013  |                    |                    |                      |                    | Tyson                | Tina                   | 3–1     | 18.va Eliminada Día 38 |
| "Reunión"                        | 15 de diciembre de 2013  | Voto de los Jueces | Voto de los Jueces | Voto de los Jueces   | Voto de los Jueces | Voto de los Jueces   | Gervase                | 7–1–0   | 3° Lugar               |
| "Reunión"                        | 15 de diciembre de 2013  | Voto de los Jueces | Voto de los Jueces | Voto de los Jueces   | Voto de los Jueces | Voto de los Jueces   | Mónica                 | 7–1–0   | 2° Lugar               |
| "Reunión"                        | 15 de diciembre de 2013  | Voto de los Jueces | Voto de los Jueces | Voto de los Jueces   | Voto de los Jueces | Voto de los Jueces   | Tyson                  | 7–1–0   | Sobreviviente Ganador  |

1. ↑  Tras haber ganado Inmunidad Individual, Mónica ganó un festín de hamburguesas, perros calientes y refrescos, el cual podía compartir con otro concursante. Sin embargo, ella decidió renunciar a la recompensa de comida y dársela a el resto de los concursantes en juego (Caleb, Ciera, Gervase, Hayden, Katie, Laura M. y Tyson.

## Votos del «Consejo Tribal»

### Competencia por equipos
| Eliminado: | Laura B. 5/10 votos | Candice 5/10 votos | Rupert | Marissa 8/9 votos | Rachel 5/8 votos | Colton | John 6/7 votos | Empate | Brad 3/4 votos | Laura M. 7/8 votos | Kat 5/6 votos | Laura B. 4/5 votos |  |  |  |  |  |  |  |  |  |  |  |  |  |  |  |  |  |  |  |  |  |  |  |  |  |  |  |  |  |  |  |  |  |  |  |  |  |  |  |
| Tyson      |                     | Laura M.           |        |                   |                  |        |                |        |                | Laura M.           |               |                    |  |  |  |  |  |  |  |  |  |  |  |  |  |  |  |  |  |  |  |  |  |  |  |  |  |  |  |  |  |  |  |  |  |  |  |  |  |  |  |
| Mónica     |                     | Candice            |        |                   |                  |        |                |        |                | Laura M.           | Kat           | Laura B.           |  |  |  |  |  |  |  |  |  |  |  |  |  |  |  |  |  |  |  |  |  |  |  |  |  |  |  |  |  |  |  |  |  |  |  |  |  |  |  |
| Gervase    |                     | -                  |        |                   |                  |        |                |        |                | Laura M.           |               |                    |  |  |  |  |  |  |  |  |  |  |  |  |  |  |  |  |  |  |  |  |  |  |  |  |  |  |  |  |  |  |  |  |  |  |  |  |  |  |  |
| Tina       |                     | Candice            |        |                   |                  |        |                |        |                | Laura M.           | Kat           | Laura B.           |  |  |  |  |  |  |  |  |  |  |  |  |  |  |  |  |  |  |  |  |  |  |  |  |  |  |  |  |  |  |  |  |  |  |  |  |  |  |  |
| Ciera      | Laura B.            |                    |        | Marissa           | John             |        | John           | Brad   | -              |                    |               |                    |  |  |  |  |  |  |  |  |  |  |  |  |  |  |  |  |  |  |  |  |  |  |  |  |  |  |  |  |  |  |  |  |  |  |  |  |  |  |  |
| Hayden     | Laura B.            |                    |        | Marissa           | Rachel           |        | John           | Ciera  | Ciera          |                    |               |                    |  |  |  |  |  |  |  |  |  |  |  |  |  |  |  |  |  |  |  |  |  |  |  |  |  |  |  |  |  |  |  |  |  |  |  |  |  |  |  |
| Katie      | Marissa             |                    |        | Marissa           | John             |        | John           | Brad   | Brad           |                    | Kat           | Laura B.           |  |  |  |  |  |  |  |  |  |  |  |  |  |  |  |  |  |  |  |  |  |  |  |  |  |  |  |  |  |  |  |  |  |  |  |  |  |  |  |
| Caleb      | Laura B.            |                    |        | Marissa           | Rachel           |        | John           | Brad   | Brad           |                    |               |                    |  |  |  |  |  |  |  |  |  |  |  |  |  |  |  |  |  |  |  |  |  |  |  |  |  |  |  |  |  |  |  |  |  |  |  |  |  |  |  |
| Laura M.   |                     | Candice            |        |                   |                  |        |                |        |                | Laura B.           |               |                    |  |  |  |  |  |  |  |  |  |  |  |  |  |  |  |  |  |  |  |  |  |  |  |  |  |  |  |  |  |  |  |  |  |  |  |  |  |  |  |
| Vytas      | Laura B.            |                    |        | Marissa           | Rachel           |        | John           | Ciera  | Brad           |                    | Kat           | Laura B.           |  |  |  |  |  |  |  |  |  |  |  |  |  |  |  |  |  |  |  |  |  |  |  |  |  |  |  |  |  |  |  |  |  |  |  |  |  |  |  |
| Aras       |                     | Gervase            |        |                   |                  |        |                |        |                | Laura M.           |               |                    |  |  |  |  |  |  |  |  |  |  |  |  |  |  |  |  |  |  |  |  |  |  |  |  |  |  |  |  |  |  |  |  |  |  |  |  |  |  |  |
| Laura B.   | Marissa             |                    |        |                   |                  |        |                |        |                | Laura M.           | Kat           | Vytas              |  |  |  |  |  |  |  |  |  |  |  |  |  |  |  |  |  |  |  |  |  |  |  |  |  |  |  |  |  |  |  |  |  |  |  |  |  |  |  |
| Kat        |                     | Candice            |        |                   |                  |        |                |        |                | Laura M.           | Vytas         |                    |  |  |  |  |  |  |  |  |  |  |  |  |  |  |  |  |  |  |  |  |  |  |  |  |  |  |  |  |  |  |  |  |  |  |  |  |  |  |  |
| Brad       | Laura B.            |                    |        | Marissa           | Rachel           |        | John           | Ciera  | -              |                    |               |                    |  |  |  |  |  |  |  |  |  |  |  |  |  |  |  |  |  |  |  |  |  |  |  |  |  |  |  |  |  |  |  |  |  |  |  |  |  |  |  |
| John       | -                   |                    |        | Marissa           | Rachel           |        | Ciera          |        |                |                    |               |                    |  |  |  |  |  |  |  |  |  |  |  |  |  |  |  |  |  |  |  |  |  |  |  |  |  |  |  |  |  |  |  |  |  |  |  |  |  |  |  |
| Colton     |                     | Candice            |        |                   |                  |        |                |        |                |                    |               |                    |  |  |  |  |  |  |  |  |  |  |  |  |  |  |  |  |  |  |  |  |  |  |  |  |  |  |  |  |  |  |  |  |  |  |  |  |  |  |  |
| Rachel     | Katie               |                    |        | Marissa           | Ciera            |        |                |        |                |                    |               |                    |  |  |  |  |  |  |  |  |  |  |  |  |  |  |  |  |  |  |  |  |  |  |  |  |  |  |  |  |  |  |  |  |  |  |  |  |  |  |  |
| Marissa    | Brad                |                    |        | Katie             |                  |        |                |        |                |                    |               |                    |  |  |  |  |  |  |  |  |  |  |  |  |  |  |  |  |  |  |  |  |  |  |  |  |  |  |  |  |  |  |  |  |  |  |  |  |  |  |  |
| Rupert     |                     | Laura M.           |        |                   |                  |        |                |        |                |                    |               |                    |  |  |  |  |  |  |  |  |  |  |  |  |  |  |  |  |  |  |  |  |  |  |  |  |  |  |  |  |  |  |  |  |  |  |  |  |  |  |  |
| Candice    |                     | Laura M.           |        |                   |                  |        |                |        |                |                    |               |                    |  |  |  |  |  |  |  |  |  |  |  |  |  |  |  |  |  |  |  |  |  |  |  |  |  |  |  |  |  |  |  |  |  |  |  |  |  |  |  |

### Competencia individual
| Eliminado: | Aras 7/11 votos | Vytas 8/10 votos | Tina 7/9 votos | Laura M. 7/8 votos | Caleb 4/7 votos | Empate | Katie  | Hayden 3/5 votos | Ciera 3/3 votos | Tina 3/4 votos |  |  |  |  |  |  |  |  |  |  |  |  |  |  |  |  |  |  |  |  |  |  |  |  |  |  |  |  |  |  |  |  |  |  |  |  |  |  |  |
| Tyson      | Aras            | Vytas            | Tina           | Laura M.           | Caleb           | Hayden | Hayden | Hayden           | Ciera           | Tina           |  |  |  |  |  |  |  |  |  |  |  |  |  |  |  |  |  |  |  |  |  |  |  |  |  |  |  |  |  |  |  |  |  |  |  |  |  |  |  |
| Mónica     | Aras            | Vytas            | Tina           | Laura M.           | Caleb           | Hayden | -      | Hayden           | Ciera           | Tina           |  |  |  |  |  |  |  |  |  |  |  |  |  |  |  |  |  |  |  |  |  |  |  |  |  |  |  |  |  |  |  |  |  |  |  |  |  |  |  |
| Gervase    | Aras            | Vytas            | Tina           | Laura M.           | Caleb           | Hayden | Hayden | Hayden           | Ciera           | Tina           |  |  |  |  |  |  |  |  |  |  |  |  |  |  |  |  |  |  |  |  |  |  |  |  |  |  |  |  |  |  |  |  |  |  |  |  |  |  |  |
| Tina       | Ciera           | Vytas            | Tyson          |                    |                 |        |        |                  | Gervase         | Gervase        |  |  |  |  |  |  |  |  |  |  |  |  |  |  |  |  |  |  |  |  |  |  |  |  |  |  |  |  |  |  |  |  |  |  |  |  |  |  |  |
| Ciera      | Aras            | Katie            | Tina           | Laura M.           | Caleb           | Mónica | Mónica | Gervase          | Gervase         |                |  |  |  |  |  |  |  |  |  |  |  |  |  |  |  |  |  |  |  |  |  |  |  |  |  |  |  |  |  |  |  |  |  |  |  |  |  |  |  |
| Hayden     | Aras            | Vytas            | Tina           | Laura M.           | Ciera           | Mónica | -      | Gervase          |                 |                |  |  |  |  |  |  |  |  |  |  |  |  |  |  |  |  |  |  |  |  |  |  |  |  |  |  |  |  |  |  |  |  |  |  |  |  |  |  |  |
| Katie      | Ciera           | Vytas            | Mónica         | Laura M.           | Ciera           | Mónica | Mónica |                  |                 |                |  |  |  |  |  |  |  |  |  |  |  |  |  |  |  |  |  |  |  |  |  |  |  |  |  |  |  |  |  |  |  |  |  |  |  |  |  |  |  |
| Caleb      | Aras            | Vytas            | Tina           | Laura M.           | Ciera           |        |        |                  |                 |                |  |  |  |  |  |  |  |  |  |  |  |  |  |  |  |  |  |  |  |  |  |  |  |  |  |  |  |  |  |  |  |  |  |  |  |  |  |  |  |
| Laura M.   | Aras            | Vytas            | Tina           | Katie              |                 |        |        |                  |                 |                |  |  |  |  |  |  |  |  |  |  |  |  |  |  |  |  |  |  |  |  |  |  |  |  |  |  |  |  |  |  |  |  |  |  |  |  |  |  |  |
| Vytas      | Laura M.        | Tyson            |                |                    |                 |        |        |                  |                 |                |  |  |  |  |  |  |  |  |  |  |  |  |  |  |  |  |  |  |  |  |  |  |  |  |  |  |  |  |  |  |  |  |  |  |  |  |  |  |  |
| Aras       | Laura M.        |                  |                |                    |                 |        |        |                  |                 |                |  |  |  |  |  |  |  |  |  |  |  |  |  |  |  |  |  |  |  |  |  |  |  |  |  |  |  |  |  |  |  |  |  |  |  |  |  |  |  |

### Votación de los jueces (Gran final)
| Semana:     | Final             | Final            | Final           |
| ----------- | ----------------- | ---------------- | --------------- |
| Finalistas: | Gervase 0/8 votos | Mónica 1/8 votos | Tyson 7/8 votos |
| Tina        |                   |                  | Tyson           |
| Ciera       |                   |                  | Tyson           |
| Laura M.    |                   |                  | Tyson           |
| Hayden      |                   |                  | Tyson           |
| Katie       |                   |                  | Tyson           |
| Caleb       |                   |                  | Tyson           |
| Vytas       |                   | Mónica           |                 |
| Aras        |                   |                  | Tyson           |

## Audiencia
| N.º | Título original                  | Fecha de emisión         | Audiencia           |
| --- | -------------------------------- | ------------------------ | ------------------- |
| 1   | "Blood Is Thicker Than Anything" | 18 de septiembre de 2013 | 9.520.000 [2,6/ 8]  |
| 2   | "Rule In Chaos"                  | 25 de septiembre de 2013 | 9.410.000 [2,3/ 7]  |
| 3   | "Opening Pandora's Box"          | 2 de octubre de 2013     | 10.050.000 [2,6/ 8] |
| 4   | "One Armed Dude and Three Moms"  | 9 de octubre de 2013     | 9.460.000 [2,4/ 8]  |
| 5   | "The Dead Can Still Talk"        | 16 de octubre de 2013    | 9.890.000 [2,5/ 7]  |
| 6   | "One-Man Wrecking Ball"          | 23 de octubre de 2013    | 9.370.000 [2,3/ 7]  |
| 7   | "Swoop In For The Kill"          | 30 de octubre de 2013    | 9.020.000 [2,3/ 7]  |
| 8   | "Skin of My Teeth"               | 6 de noviembre de 2013   | 9.220.000 [2,5/ 7]  |
| 9   | "My Brother's Keeper"            | 13 de noviembre de 2013  | 9.770.000 [2,4/ 7]  |
| 10  | "Big Bad Wolf"                   | 20 de noviembre de 2013  | 10.100.000 [2,4/ 7] |
| 11  | "Gloves Come Off"                | 27 de noviembre de 2013  | 8.810.000 [2,2/ 7]  |
| 12  | "Rustle Feathers"                | 4 de diciembre de 2013   | 10.590.000 [2,6/ 8] |
| 13  | "Out On a Limb"                  | 11 de diciembre de 2013  | 9.810.000 [2,5/ 8]  |
| 14  | "It's My Night"                  | 15 de diciembre de 2013  | 10.170.000 [2,6/ 6] |
| 15  | "Reunión"                        | 15 de diciembre de 2013  | 7.700.000 [1,9/ 5]  |

     Programa líder en su franja horaria.
     Máximo histórico.
     Mínimo histórico.